# Melvin Belli
Melvin Mouron Belli (Sonora, 29 de julho de 1907 — São Francisco 9 de julho de 1996) foi um advogado americano proeminente conhecido como "O Rei das Injustiças" e pelas seguradoras como "Melvin Belicoso". Teve vários clientes célebres, incluindo Zsa Zsa Gabor, Errol Flynn, Chuck Berry, Muhammad Ali, The Rolling Stones, Jim Bakker e Tammy Faye Bakker, Martha Mitchell, Lana Turner, Tony Curtis e Mae West. Ganhou mais de US$ 600,000,000 em julgamentos durante a sua carreira legal. Também foi advogado de Jack Ruby, que disparou contra Lee Harvey Oswald pelo assassinato de John F. Kennedy.

## Infância
Belli nasceu durante a Corrida do Ouro na Califórnia, na cidade de Sonora, Califórnia, na Serra Nevada. Os seus pais eram descendentes de italianos da Suíça. A sua avó, Ann Mouron, foi a primeira mulher farmacêutica na Califórnia. Nos anos 1920, a família mudou-se para a cidade de Stockton, Califórnia, onde Belli frequentou a Escola Secundária de Stockton.

## Educação e princípio de carreira
Belli graduou-se na Universidade da Califórnia, Berkeley em 1929 e, depois de viajar pelo mundo durante um ano, foi para a Escola de Direito de Boalt Hall em Berkeley em 1933. Depois de se graduar, o seu primeiro trabalho foi fingir-se de sem-teto para o Works Progress Administration e percorrer os trilhos para observar o impacto da Grande Depressão na população de moradores de rua. A sua primeira grande vitória legal surgiu pouco depois da graduação, em um processo de danos pessoais representando um injustiçado condutor de eléctricos. Sobre objecções dos advogados da seguradora, Belli trouxe um modelo de uma intersecção de um eléctrico, do motor e da cadeia que envolviam o acidente, para demonstrar aos jurados exactamente o que aconteceu.

## Carreira legal
Para além dos seus casos de danos pessoais, que lhe deram a alcunha de "Rei das Injustiças", Belli era instrumental em organizar algumas fundações modernas de leis para direitos dos consumidores, argumentando vários casos nos anos 40 e 50 que formaram as bases para processos posteriores e litígios marcantes por várias figuras como Ralph Nader. Belli argumentou (em casos como Escola v. Coca-Cola Bottling Co., em 1944, que surgiu de um incidente no qual um gerente de restaurante de Merced, Califórnia foi ferido por uma garrafa de Coca-Cola) que todos os produtos possuíam uma garantia implícita, que deveria estar previsto que os produtos seriam usados por uma grande cadeia de pessoas, não apenas pelo recipiente directo do produto manufacturado, e que a negligência de um acusado não precisa ser provada se o produto do acusado é deficiente.
No seu livro Ready for the Plaintiff, Belli anotou exemplos de negligência citados por si mesmo e por outros advogados de danos pessoais em tribunal - por exemplo, um colega na Flórida, que mostrou como um construtor violou um código de edifício em Miami Beach usando calços de madeira na construção de paredes externas (o que é proibido pelo código municipal devido ao efeito do sal e do ar do oceano). O revestimento foi uma fatia de mármore Vitreous, cuja adesão foi eventualmente enfraquecida pelo clima; caiu do lado do edifício e feriu um peão que passava, que processou o construtor. Depois de ganhar um caso em tribunal, Belli colocava uma bandeira Jolly Roger sobre o seu escritório em Montgomery Street em Barbary Coast no distrito de São Francisco (que Belli disse ter sido um bordel da era da Corrida do Ouro) e disparava um canhão, no telhado do seu escritório, para anunciar a vitória e para começar a festa. 
No seu caso mais conhecido, Belli representou Jack Ruby, gratuitamente, depois de Ruby ter disparado e morto Lee Harvey Oswald. Belli tentou provar que Ruby era legalmente insano e tinha uma história de doenças mentais na família. No sábado, 14 de Março de 1964, Ruby foi condenado a "homicídio com malícia", e recebeu a pena de morte. Imediatamento depois, Ruby e os seus irmãos despediram Belli, como contrataram e despediram vários advogados ao longo do caso. No fim de 1966, a condenação de Ruby deu uma reviravolta com a ajuda de outros advogados de defesa com o argumento que ele não tinha recebido um julgamento justo e um novo julgamento foi agendado para fora de Dallas, mas Ruby morreu de cancro antes de haver novo julgamento. Belli tornou-se muito crítico do director do FBI J. Edgar Hoover.
A firma de Belli pediu protecção à falência em dezembro de 1995. Belli representava 800 mulheres num processo de acção de classe contra o fabricante de implantes mamários Dow Corning. Belli ganhou o processo, mas quando Dow Corning declarou falência, Belli não tinha forma de recuperar os US$ 5,000,000 que a sua firma tinha avançado para médicos e analistas de testemunhas.
Nos anos 60, Belli esteve entre os membros principais da acusação da Califórnia que ajudou a estabelecer a Associação dos Advogados de Tribunal da Califórnia, que nos anos 90 foi chamado de Advogados de Consumo da Califórnia. A organização foi estabelecida para ajudar a definir padrões e fomentar a educação legal para ajudar consumidores a terem uma melhor hipótese em tribunal contra as fortes equipas legais organizadas pelas companhias de seguros e por grandes empresas que tipicamente eram os acusados do acidente, dano pessoal ou outro processo de consumidor.

## Filme, televisão e registos
Belli dirigiu Tokyo File 212 (1951), o primeiro filme em Hollywood a ser filmado inteiramente no Japão. Tinha Florence Marly e Robert Peyton nos papéis principais. Enquanto actor, Belli apareceu em vários filmes e programas de televisão, frequentemente como ele próprio, e foi protagonizado por Brian Cox no filme de 2007 Zodiac (Belli recebeu uma carta do Assassino do Zodíaco em 1969).
No seu provável papel mais conhecido, outro para além de si próprio, Belli apareceu num episódio do Star Trek de 1968, "And the Children Shall Lead". Nele aparece como Gorgan, um ser malvado que corrompe um grupo de crianças, uma das quais é protagonizada pelo seu filho Caesar.
Em 1970, apareceu no documentário de Albert e David Maysles, Gimme Shelter, onde retratou a sua representação e ajuda aos The Rolling Stones sobre a encenação desastrosa de 6 de Dezembro de 1969, no Altamont Free Concert. Belli gostou dos seus frequentes aparecimentos na televisão e filmes; em 1965, ele disse a Alex Haley, entrevistando-o para a Playboy, que "devia ter sido um actor" se não se tivesse tornado advogado. Também fez um papel como advogado de defesa criminal num episódio da série Hunter.

## Autor
Belli foi o autor de vários livros, incluindo seis volumes do livro Modern Trials (escrito entre 1954 e 1960) que se tornou um livro clássico no método demonstrativo de apresentar provas. O precedente de Belli - e alguns pouco dignos - no uso de provas gráficas e especialistas de testemunhas mais tarde tornou-se prática comum em tribunal. A sua autobiografia, My Life on Trial é uma história da sua vida e de eventos relevantes em que esteve envolvido durante a sua carreira. Ele também escreveu a introdução de "847.0 The Whiplash Injury" de L. Ted Frigard, D. C. publicado em 1970. Dr. Frigard teria ajudado Belli com a sua dor através de cuidados quiropráticos.

## Vida pessoal
Belli foi casado seis vezes e divorciado cinco. O seu casamento com a quinta mulher, Lia Georgia Triff, terminou com um divórcio escandaloso e amargo em 1991. Belli acusou a sua ex-mulher de ter um caso com o arcebispo Desmond Tutu e de mandar um dos seus cães pela Golden State Bridge. Foi multado em US$ 1,000 por lhe chamar repetidamente de "El Trampo". Num determinado momento, Belli saiu do tribunal depois de acusar o juiz de dormir com a sua antiga mulher advogada. Acabou por ter de lhe pagar um valor estimado de US$ 15,000. Mais tarde, ela casou com o príncipe estilista, Paul Lambrino. Belli casou com a sua sexta mulher, Nancy Ho, em 29 de Março de 1996. A sua filha mais nova, Melia, da sua quinta mulher Lia, tornou-se uma artista historiadora, e é actualmente uma professora assistente de história da arte asiática na Universidade do Texas em Arlington.

## Morte
Belli morreu de complicações com um cancro no pâncreas, na sua casa em São Francisco, em 9 de Julho de 1996, com 88 anos. A sua morte foi repentina, e na presença da sua mulher, Nancy. O The New York Times citou o seu publicista Edward Lozzi dizendo "Ele estava sentado; apenas parou de respirar". Na altura da sua morte tinha três filhos, três filhas, doze netos, e dois cães. Foi enterrado no cemitério de Odd Fellows em Sonora, Califórnia, onde nasceu.

## Filmografia (como actor)
- 1968, Star Trek (como Gorgan no episódio "And the Children Shall Lead")
- 1968, Wild in the Streets (como ele mesmo)
- 1970, Gimme Shelter (como ele mesmo)
- 1972, Arnie (Série de TV, como Jonathan Berrenger, advogado)
- 1973, Ground Zero (também conhecido como The Golden Gate Is Ground Zero)
- 1978, Lady of the House (TV, como Mayor Jim de São Francisco)
- 1979, Whodunnit? (Série de TV, como ele mesmo)
- 1984, Guilty or Innocent (Série de TV, como ele mesmo)
- 1991, Murder, She Wrote (Série de TV, como Juiz Harleyno episódio "From the Horse's Mouth")
- 2000, "American Justice: Divorce Wars" (Documentário televisivo)